# Wettingen
Wettingen – miasto i gmina w Szwajcarii, w kantonie Argowia, w okręgu Baden. Leży nad rzeką Limmat. Liczy 20230 mieszkańców (według danych z 31 grudnia 2014).
Miasto posiada bogatą historię sięgającą czasów prehistorycznych. W czasach rzymskich w miejscu miasta znajdowała się osada, przy drodze z dzisiejszego Windisch (Vindonissa) do Oberwinterthur (Vitudurum). W mieście zachowały się różne zabytki, w tym klasztor cystersów, kaplice i kościół farny pw. św. Sebastiana (St. Sebastian).

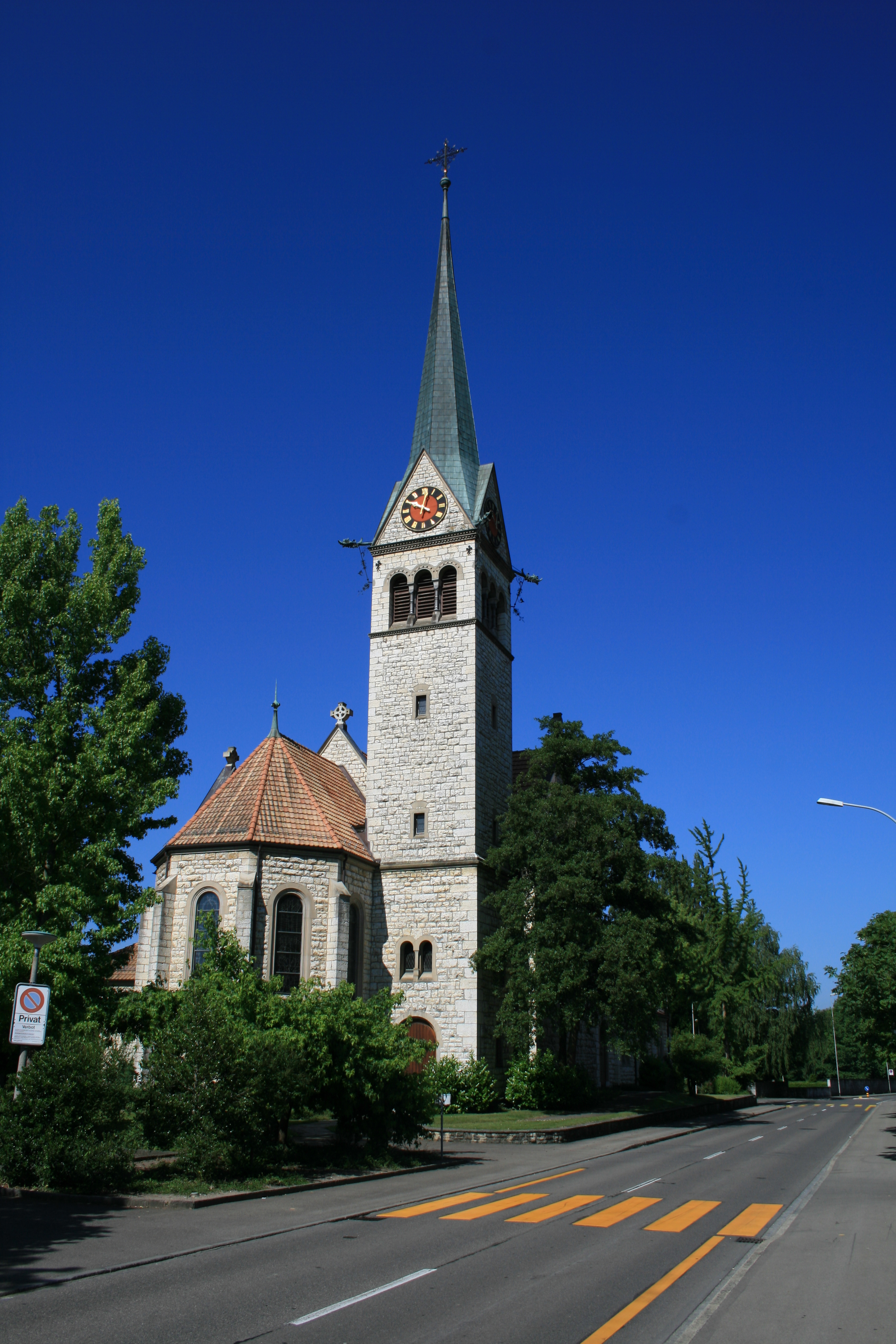
Kościół pw. św. Sebastiana (St. Sebastian)

## Osoby

### urodzone w Wettingen
- Rainer Klausmann, filmowiec ur. 1949
- Traugott Sandmeyer, chemik 1854 - 1922
- Eduard Spörri, rzeźbiarz 1901 - 1995
- Lilian Studer, polityk ur. 1977

### związane z miastem
- Thomas Bodmer, polityk ur. 1960, zasiadał w radzie (Einwohnerrat)
- Jörg Stiel, piłkarz ur. 1968, grał w tutejszym klubie
- Heiner Studer, polityk ur. 1949, mieszkał tutaj